# 澁谷知美
澁谷 知美（しぶや ともみ、女性、1972年-）は、日本の社会学者、東京経済大学全学共通教育センター教授。

## 来歴
大阪市西区出身。千葉県育ち。1995年早稲田大学第一文学部人文専修卒業、東京大学大学院教育学研究科で、教育社会学および社会学を専攻し、2007年より東京経済大学現代法学部専任講師、准教授を経て現職。2009年「青少年男子の性的身体の管理をめぐる社会史 1890～1940年代の就学者層を中心に」で、東京大学博士（教育学）。国際日本文化研究センター「性欲の文化史」共同研究員、センス・オブ・ジェンダー賞選考委員をつとめ、ジェンダー及び男性のセクシュアリティを研究。
日本社会学会、日本医史学会会員。

## 主要著書

### 単著
- 日本の童貞（2003年5月、文藝春秋）ISBN 978-4166603169
- 平成オトコ塾―悩める男子のための全6章（2009年9月1日、筑摩書房）ISBN 978-4480878083
- 立身出世と下半身―男子学生の性的身体の管理の歴史（2013年4月、洛北出版）ISBN 978-4903127187
- 日本の童貞（2015年6月8日、河出書房新社）ISBN 978-4309413815
- 日本の包茎（2021年2月15日、筑摩書房）ISBN 978-4-480-01723-9

### 共編
- 斎藤光、三橋順子、井上章一『性的なことば』（2010年1月19日、講談社）ISBN 978-4062880343
- 清田隆之『どうして男はそうなんだろうか会議』（2022年8月12日、筑摩書房）ISBN 978-4480864796

## 主要論文

### 単著
- 「立身出世と書生のセクシュアリティ--1880年代半ば〜1890年代初頭の知識人の言論を中心に」 東京大学大学院教育学研究科紀要 (38), 187-198, 1998, NAID 40005120009
- 「<花柳病>と青少年男子のセクシュアリティ : 明治末期～昭和初期の都市部就学者層を中心に(研究発表II II-7部会 教育の歴史(1))」 日本教育社会学会大会発表要旨集録 (51), 91-92, 1999, NAID 110001891649
- 「学生風紀問題」報道にみる青少年のセクシュアリティの問題化 教育社会学研究 1999年 65巻 p.25-47, doi:10.11151/eds1951.65.25
- 「フェミニスト男性研究」の視点と構想 社会学評論 2001年 51巻 4号 p.447-463, doi:10.4057/jsr.51.447
- 「女子とお笑い (特集 文化系女子カタログ) -- (萌えとお笑いのゆくえ)」 ユリイカ 37(12), 178-184, 2005-11, NAID 40007051937
- 戦前期日本の医学界で仮性包茎カテゴリーは使われていたか : 1890-1940年代の実態調査の言説分析 人文自然科学論集 140: 2017/2/22, 59-78., hdl:11150/10920
- 母たちの包茎戦争 : あるいは1980-2010 年代の小児包茎言説は何を語っていないのか 人文自然科学論集 141: 2017/12/7, 83-130, hdl:11150/10973
- 仮性包茎手術を正当化する言説の1970-90 年代における変容 : 「医療化された男らしさ」概念を手がかりとして 人文自然科学論集 142: 2018/2/28, 87-113., hdl:11150/11048

### 共著
- 広田照幸、河野誠哉、澁谷知美、堤孝晃、高度成長期の勤労青少年のスポーツ希求はその後どうなったのか スポーツ社会学研究 2011年 19巻 1号 p.3-18, doi:10.5987/jjsss.19.1_3